# Reedseehütte
Die Reedseehütte ist eine Alpenvereinshütte in der Gemeinde Bad Gastein im österreichischen Bundesland Salzburg.

## Lage und Umgebung
Die Reedseehütte steht auf einer Höhe von 1828 m ü. A. am südlichen Ufer des Reedsees im Nationalpark Hohe Tauern. Sie gehört zur Ortschaft Bad Gastein und zur Katastralgemeinde Remsach. Nordöstlich des Gebäudes erhebt sich der 1991 m ü. A. hohe Rauchzaglkogel in der Ankogelgruppe. Auf der dem See abgewandten Seite der Hütte erstreckt sich ein Zirbenwald.

## Betrieb
Die Reedseehütte wird von der Sektion Bad Gastein des Österreichischen Alpenvereins unterhalten. Es handelt sich nur noch um eine
reine Selbstversorgerhütte im Sommer, die als Privathütte ausschließlich Mitgliedern der Sektion offensteht.

## Geschichte
Im von 1823 bis 1830 erstellten Franziszeischen Kataster ist ein Vorgängerbau namens Reedhütte verzeichnet. Die Sektion Badgastein des Deutschen und Österreichischer Alpenvereins plante bereits 1921 an dieser Stelle die Errichtung eines bewirtschafteten Schutzhauses. Dieses sollte als Stützpunkt für Sommer- und Wintertouren dienen. Da der Sektion damals die Geldmittel dafür fehlten, rief sie zu Spenden auf. Im Jahr 1926 stieß ein Grundstückskauf am Reedsee durch die Alpenvereinssektion auf unerwartete Schwierigkeiten bei den Forstbehörden. Als Name für die neue Hütte war damals Badgasteiner-Hütte vorgesehen.
Die Reedseehütte wurde schließlich 1929 erbaut. Sie bot zunächst eine Nächtigungsmöglichkeit für fünf Personen. Am 1. Juni 1931 wurde die volle Bewirtschaftung aufgenommen. Nach nur spärlichem Besuch kam es 1934 zu einem Pächterwechsel. Noch nach dem Zweiten Weltkrieg wurde die Reedseehütte bewirtschaftet, bis die Bewirtschaftung letztendlich aufgegeben wurde.